# Hold It Against Me
"Hold It Against Me" er første single fra den amerikanske sangerinde Britney Spears syvende studiealbum, Femme Fatale. Sangen er skrevet af Dr. Luke og Max Martin, og frigives på verdensplan i 11 januar 2011.

## Hitliste
| Hitliste (2011)                                  | Højeste placering |
| ------------------------------------------------ | ----------------- |
| Australien (ARIA)                                | 4                 |
| Østrig (Ö3 Austria Top 40)                       | 16                |
| Belgien (Ultratop 50 Flanderen)                  | 2                 |
| Belgien (Ultratop 50 Vallonien)                  | 1                 |
| Brazil (Billboard Hot 100)                       | 59                |
| Brazil (Billboard Hot Pop Songs)                 | 24                |
| Canada (Canadian Hot 100)                        | 1                 |
| Tjekkiet (Rádio Top 100)                         | 17                |
| Danmark (Track Top-40)                           | 1                 |
| Finland (Suomen virallinen lista)                | 1                 |
| Frankrig (SNEP)                                  | 31                |
| Tyskland (Official German Charts)                | 23                |
| Ungarn (Rádiós Top 40)                           | 33                |
| Irland (IRMA)                                    | 5                 |
| Italy (FIMI)                                     | 2                 |
| Japan (Japan Hot 100)                            | 8                 |
| Holland (Single Top 100)                         | 20                |
| New Zealand (RIANZ)                              | 1                 |
| Norge (VG-lista)                                 | 2                 |
| Skotland (Official Charts Company)               | 4                 |
| Slovakiet (Rádio Top 100)                        | 3                 |
| South Korea (GAON)                               | 1                 |
| Spain (PROMUSICAE)                               | 6                 |
| Schweiz (Schweizer Hitparade)                    | 7                 |
| Sverige (Sverigetopplistan)                      | 9                 |
| Storbritannien Singles (Official Charts Company) | 6                 |
| US Billboard Hot 100                             | 1                 |
| USA Dance Club Songs (Billboard)                 | 1                 |
| US Pop Songs (Billboard)                         | 3                 |